# ナルン州
ナルン州（キルギス語: Нарын областы）は、キルギスの州。州都はナルンである。

## 概要
同国の州のなかで最大の面積を誇る。1939年11月21日にティエン＝シャン州として新設され、1962年12月20日の解体を経て1970年12月11日に再組織された。1988年12月5日をもってイシク・クル州と合併したものの、1990年12月14日に再び分かれた。このさい現在の名称に改められ、現在に至る。
中華人民共和国国境のトルガルト峠から北のイシク・クル州バルイクチにかけて主要幹線道が通る。ソン湖やチャティル湖、タシ・ラバト（15世紀のキャラバンサライ）で知られる。

## 人口

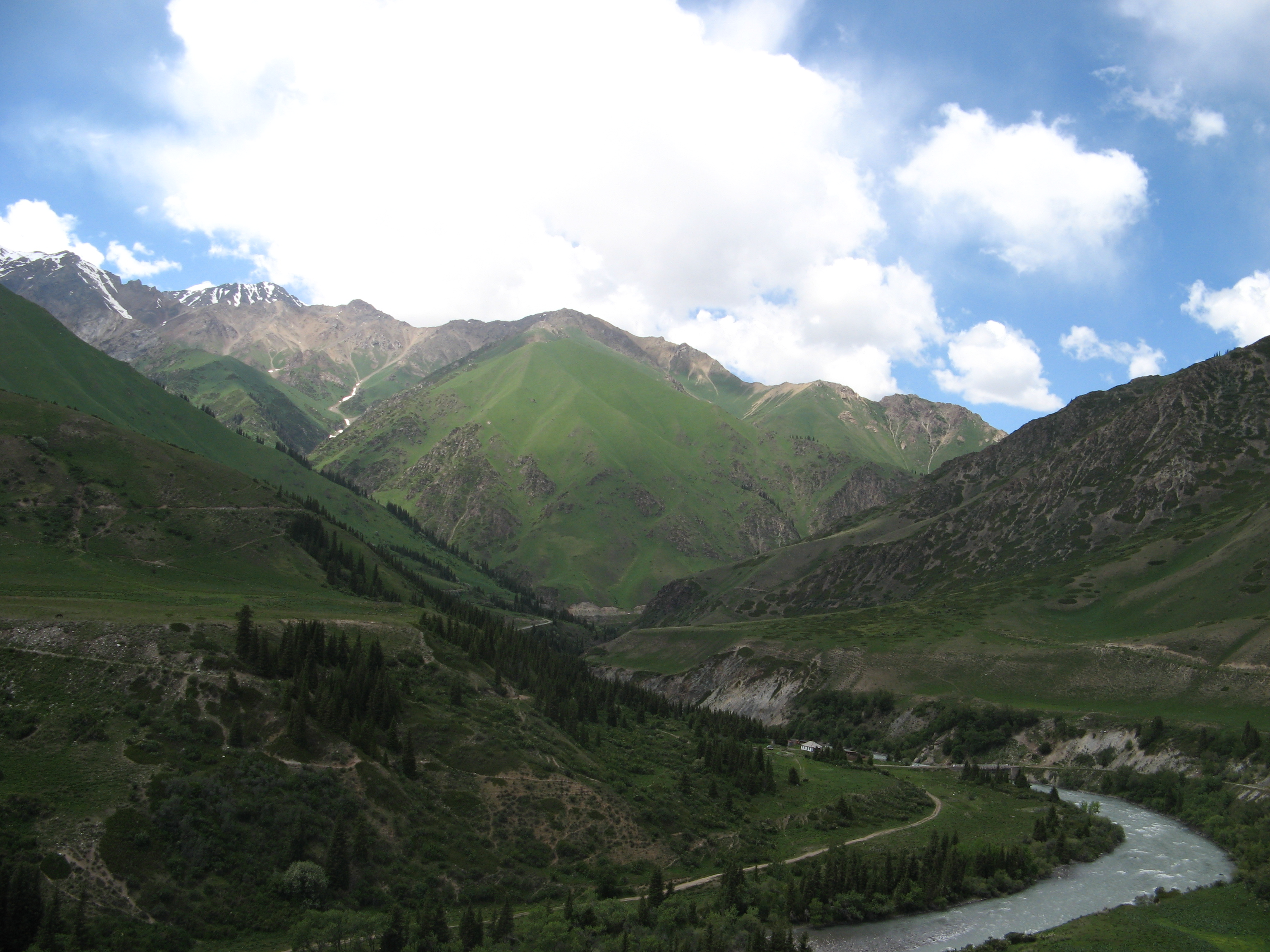
州の辺境

人口の97%がキルギス人。

## 産業
経済はヒツジ、ウマ、ヤクの放牧とそれにともなう加工業（羊毛、肉など）に依存している。ソビエト連邦時代には鉱業開発が試みられたが、ソ連崩壊後に非経済的として放棄された。国内で最も低所得の地方であるが、同時にキルギスの原風景をよく残している。美しい山並み、高原の牧草地、遊牧民に連れられてヒツジやウマの群れが集まってくる夏のソン湖などがそれである。

## 基礎的経済指標
- 人口 - 27万1000人（2009年1月1日：推計）、うち都市人口17.4%、農村人口82.6%[2]
- 就業人口 - 8万9300人（2008年）[3]
- 失業登録者 - 6922人（2008年）[4]
- 輸出額 - 0.9百万米ドル（2008年）[5]
- 輸入額 - 4.0百万米ドル（2008年）[6]
- 外国からの直接投資額 - 1.1百万米ドル（2008年）[7]

## 下位行政区

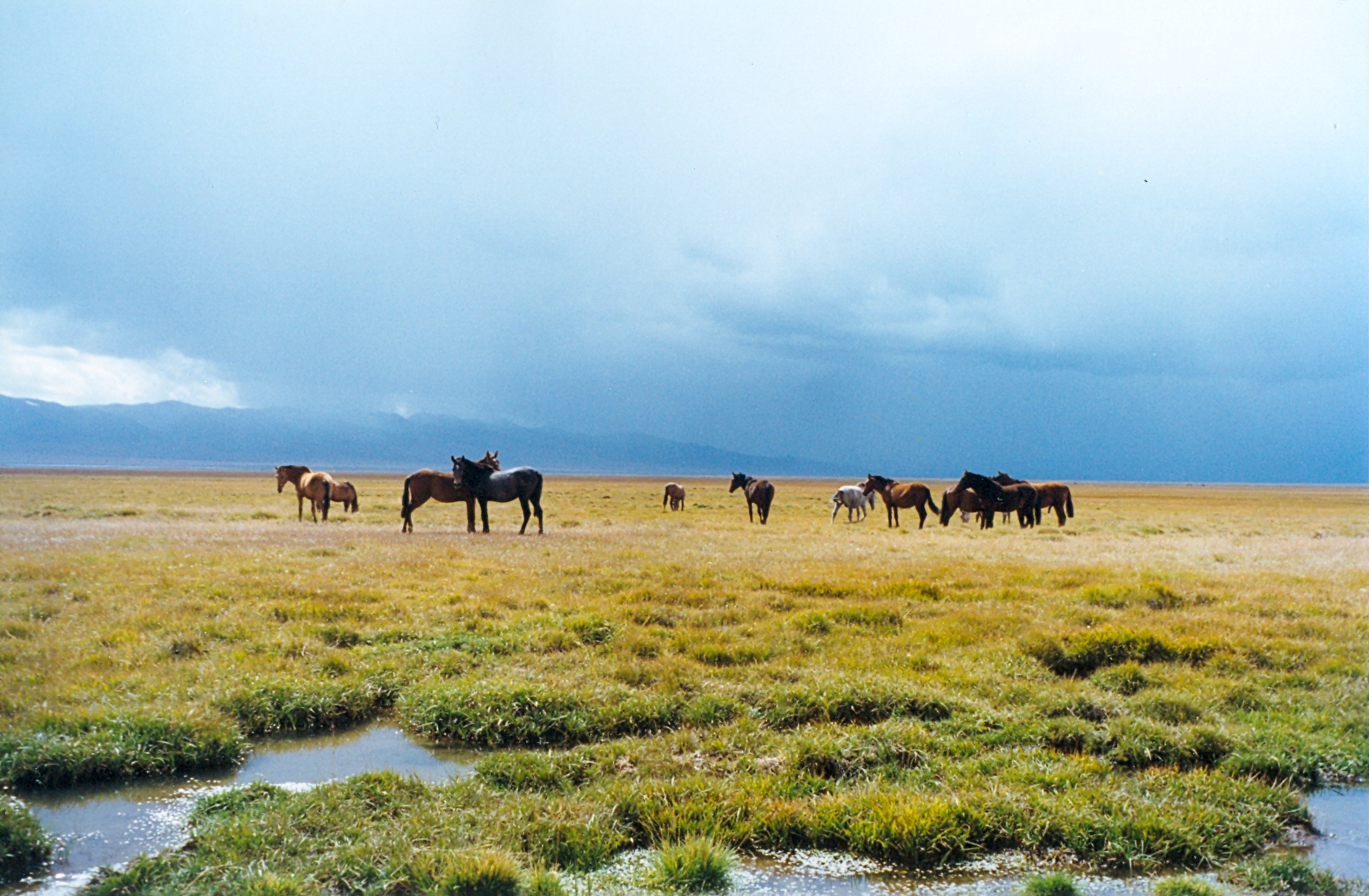
草を食むウマ。ソン湖近くにて

下記の5地区から成る。
| 区名             | 中心地     |
| ---------------- | ---------- |
| アク＝タラー地区 | バエトヴ   |
| アト＝バシ地区   | アト＝バシ |
| ジュムガル地区   | チャエク   |
| コチコル地区     | コチコル   |
| ナルイン地区     | ナルイン   |